# 高弥额
高弥额（Bishop Miguel Calderón，O.P.1803年2月4日—1883年2月14日）多明我会会士、天主教福建宗座代牧区宗座代牧区第11任主教（1841 – 1883）。在华传教48年（1835-1883）。
1803年2月4日，高弥额出生于西班牙阿斯图里亚斯的奧維耶多。
1825年抵达菲律宾，在马尼拉的多玛斯大学教书。
1831年9月9日（28岁），高弥额接替逝世的林查拉擔任福建宗座代牧区助理宗座代牧，领Bodona主教衔，协助罗罗各主教。1835年来华。在1836-1839年，经历了教难。1840年2月16日举行祝圣仪式。1841年（38岁）晋升为福建宗座代牧区宗座代牧。
不久福州開埠，天主教重新合法化。高弥额出色地领导福建宗座代牧区走向现代化。
1883年2月14日，高弥额在Le-in（疑为溪引Ke-in）去世，享年79岁。